# クリスティアン・クアメ
クリスティアン・クアメ（Christian Kouamé, 1997年12月6日 - ）は、コートジボワール・アビジャン出身のサッカー選手。コートジボワール代表。ポジションはフォワード。エンポリFC所属。

## 経歴

### クラブ
2018年7月13日、セリエAに所属するジェノアCFCに移籍。デビュー戦となった同年8月の第2節エンポリFC戦では前半18分に追加点を奪い、2-1の勝利に貢献した。
2020年1月31日、ACFフィオレンティーナに買取オプション付きのレンタルで移籍した。
2021年8月21日、RSCアンデルレヒトにレンタル移籍で加入することが発表された。
2025年2月3日、エンポリFCにレンタル移籍した。

### 代表
2023年12月28日、アフリカネイションズカップ2023に出場するコートジボワール代表に選出された。